# 安格虹銀漢魚
安格虹銀漢魚，為輻鰭魚綱銀漢魚目虹銀漢魚科的其中一種，分布於印尼巴布亞省Yakati河流域，為熱帶魚類，體長可達12公分，棲息海拔200-400公尺的溪流在底中層水域，生活習性不明。

## 擴展閱讀
維基物種上的相關：安格虹銀漢魚